# Idionycha excisa
Idionycha excisa är en skalbaggsart som beskrevs av Gilbert John Arrow 1932. Idionycha excisa ingår i släktet Idionycha och familjen Melolonthidae. Inga underarter finns listade i Catalogue of Life.